# Drymococcus rhizophilus
Drymococcus rhizophilus är en insektsart som beskrevs av Borchsenius 1962. Drymococcus rhizophilus ingår i släktet Drymococcus och familjen ullsköldlöss. Inga underarter finns listade i Catalogue of Life.